# Schillsdorf
Schillsdorf település Németországban, Schleswig-Holstein tartományban. Lakosainak száma 849 fő (2023. december 31.).

## Népesség
A település népességének változása:
| Lakosok száma | 897  | 844  | 872  | 850  | 837  | 849  |
|               | 1975 | 2017 | 2019 | 2021 | 2022 | 2023 |